# Hot-Hand-Phänomen
Das Hot-Hand-Phänomen (von engl. hot hand, glückliche Hand) beschreibt die positive Erwartung gegenüber dem Auftreten eines Ereignisses, dem bereits eine Folge des gleichen Ereignisses vorangegangen ist. Im Spiel spricht man von „Glückssträhne“. Dabei wird nicht festgelegt, ob diese Erwartung zutrifft. Im Gegensatz dazu wird von der Hot Hand gesprochen, wenn ein wiederholt realisiertes Ereignis tatsächlich die Wahrscheinlichkeit eines erneuten Auftretens erhöht. Im Sport spricht man dann von einem Lauf. Das Ereignis wird dann als „hot“ bezeichnet.
Die Existenz der Hot Hand wird aus mathematischer Sicht verworfen, wenn die betrachteten Ereignisse unabhängig voneinander sind. Die Wahrscheinlichkeit des Eintreffens eines Ereignisses ändert sich in der Wiederholung nicht, weshalb eine vorangegangene Folge keine Auswirkung auf das nächste Ereignis hat. Sind die Ereignisse hingegen positiv voneinander abhängig, dann erhöht sich ihre Wahrscheinlichkeit des Eintreffens in der Wiederholung. Deshalb sprechen Befürworter von einer Hot Hand, die durch Störfaktoren verschleiert werden kann. Kritiker werfen ihnen vor, dass die Unabhängigkeit von Ereignissen nicht erkannt wird.
Seit 1985 wird das Hot-Hand-Phänomen aus mathematischer und psychologischer Sicht diskutiert. Das Hot-Hand-Phänomen tritt in Bereichen wie Sport, Wirtschaft und im Glücksspiel auf.

## Ursprung und Entwicklung
Zum ersten Mal beschäftigten sich 1985 Thomas Gilovich, Robert Vallone und Amos Tversky mit dem Hot-Hand-Phänomen. In ihrer Arbeit “The Hot Hand in Basketball: On the Misperception of Random Sequences” (dt.: Die Hot Hand im Basketball: Über die Fehlwahrnehmung von zufälligen Folgen) forschten sie darüber, inwiefern Menschen zufällige Abfolgen falsch einschätzen und ihnen deshalb nicht-zufällige Attribute zuschreiben.
In mehreren Feld- und Laborexperimenten untersuchten die Forscher, ob ein Spieler mit höherer Wahrscheinlichkeit einen Treffer im Basketball erzielt, wenn er bei den vorherigen Würfen erfolgreich war. Die Arbeit umfasst vier Studien, die sich dem Hot-Hand-Phänomen aus unterschiedlichen Perspektiven nähern: Es wurde die Befragung von 100 Fans, die Analyse des Teams Philadelphia 76ers in der Saison 1980/81 und die Auswertung der Freiwürfe durchgeführt. Zuletzt wurden die Vorhersagen der Spieler über das Auftreten einer Hot Hand ausgewertet. Insgesamt zeigten Gilovich, Tversky und Vallone in ihren Studien, dass die Hot Hand im Basketball nicht existiert.
Seit 1985 werden die Ergebnisse dieser Studie diskutiert. Heute werden die Befunde außerhalb des Sports auch in anderen Fachbereichen angewendet: In Gebieten wie der Entscheidungstheorie, der Sportwissenschaft, der Wirtschaft, der Rechtsliteratur oder der Religion wurde die Arbeit von Gilovich et al. vielmals zitiert.

## Das Hot-Hand-Phänomen im Sport
Ein Spieler hat eine Hot Hand, der mehrfach unmittelbar hintereinander Erfolge erzielt und deshalb bei dem nächsten Versuch eine erhöhte Erfolgswahrscheinlichkeit im Vergleich zu seiner durchschnittlichen Leistung hat. Seit der ersten Studie konzentriert sich die Forschung vor allem auf Basketball, dem das Phänomen seinen Namen verdankt. Aber auch in anderen Sportarten ist das Hot-Hand-Phänomen von Bedeutung: Um 1990 erschienen Studien zu Baseball und Tennis, später auch zu Golf, Darts, Bowling oder Hufeisenwurf.

### Basketball
Von einer Hot Hand im Basketball wird gesprochen, wenn der Korb von einem Spieler mit höherer Wahrscheinlichkeit getroffen wird, weil er unmittelbar zuvor mehrere Körbe erzielt hat. In Studien dazu ist belegt, dass sowohl Fans als auch Spieler und Trainer an die Existenz der Hot Hand glauben. Trotzdem konnte diese in verschiedenen Untersuchungen nicht nachgewiesen werden. Der Vergleich der Wahrscheinlichkeit für einen Treffer nach einem erfolgreichen und einem nicht erfolgreichen Wurf zeigte keinen Zusammenhang auf. Auch die Berechnung der Leistungsstabilität der Spieler über mehrere Spiele hinweg brachte keine Hinweise auf eine Hot Hand. Zudem wurde die Anzahl der Wechsel zwischen Treffern und Fehlschüssen analysiert. Demnach wurde die Existenz der Hot Hand im Basketball nicht belegt.
Obwohl die Existenz der Hot Hand nicht nachgewiesen ist, wirkt sich der Glaube an die Hot Hand indirekt auf den Spielverlauf aus.
- Die Annahme einer Hot Hand bei einem Spieler führt dazu, dass er von seinen Mitspielern häufiger angespielt wird. Weil die Gegenspieler das antizipieren wird dieser Spieler besser gedeckt. Dadurch wird der Schwierigkeitsgrad des nächsten Wurfversuchs von ihm erhöht und die Chancen auf einen Treffer sinken. Die Annahme der Hot Hand kann sich also negativ auf die Leistung eines Teams auswirken.
- Die Annahme der Hot Hand kann die Trefferwahrscheinlichkeit des Teams erhöhen, wenn der Ball zu einem anderen, gleich guten Spieler ohne vermeintlicher Hot Hand gespielt wird. Die Chance auf einen Treffer ist höher, da dieser Spieler schlechter gedeckt wird und somit Freiräume auf dem Spielfeld nutzen kann.

### Fußball
Im Fußball spricht man vom Hot-Foot-Phänomen. Wie im Basketball nehmen befragte Spieler das Auftreten des Hot Foot an; bei der Untersuchung der Trefferquoten von zwölf Stürmern der englischen Premier League wurde aber auch im Fußball keine Korrelation zwischen einer Reihe bereits erzielter Treffer und dem darauf folgenden Versuch nachgewiesen.

### Volleyball
Im Volleyball wurden in 50 % der Fälle positive Abhängigkeiten zwischen aufeinander folgenden Angriffsschlägen gefunden. Für die andere Hälfte wurde kein Einfluss vorhergehender Erfolge festgestellt.
Eine Begründung für den positiven Zusammenhang ist die Hot Hand. Durch die Trennung der Teams durch ein Netz können Spieler nicht unmittelbar von dem Gegner gedeckt werden. Die Leistung eines Spielers, der eine Hot Hand hat, kann nur teilweise durch die verbesserte Deckung des Gegners vermindert werden. Dadurch wird die Hot Hand sichtbar und beeinflusst den Spielverlauf direkt. Trainer nutzen sie bei der Entwicklung einer Strategie genauso wie Spieler, die Entscheidungen darüber treffen, wem sie den Ball zuspielen. Das Team, in dem die Hot Hand öfter auftritt, erzielt entsprechend mehr Punkte.

## Das Hot-Hand-Phänomen und profitmaximierendes Handeln
Ein Erklärungsansatz für wirtschaftliche Auf- und Abschwünge basiert auf dem Hot-Hand-Phänomen. Ein Gut ist „hot“, wenn eine Wertsteigerung zu erneutem Wertzuwachs führt. Dies geschieht, weil Investoren Güter nachfragen, deren Wert steigt. Diese Investitionen sollen die Differenz zwischen Einkaufs- und Verkaufspreis, also den Profit maximieren.
Aus vereinfachter ökonomischer Sicht führt die erhöhte Nachfrage nach dem Gut zu einer Preissteigerung, da das Gut zunehmend knapper wird. Folglich nimmt der Wert des Gutes zu und zieht wiederum Investoren an. Dieser Zyklus wiederholt sich während eines gesamten Aufschwungs. Bei einem Abschwung wird das Gegenteil vorhergesagt. Investoren legen ihr Geld nach einem Wertverlust in andere Güter an, da ein weiterer Wertverfall angenommen wird. Dies führt zu einem Rückgang der Nachfrage und hat eine Preissenkung zur Folge. Die Investitionen nehmen weiter ab und verstärken den Abschwung.
Diese Zyklen können auch auf andere Konsummärkte wie den Wohnungsmarkt angewendet werden. Der Übergang zwischen einem Auf- und Abschwung wird von der Gambler’s Fallacy erklärt.
Bei Sportwetten mit variabler Gewinnquote und gleich starken Teams kann der Profit maximiert werden, wenn die anderen Wettteilnehmer von einer Hot Hand eines Teams ausgehen. Sie investieren in das Team, das wiederholt direkt hintereinander Erfolge erzielt hat, obwohl die theoretische Erfolgswahrscheinlichkeit der Teams gleich hoch ist.
Rational ist das Setzen auf die gegnerische Mannschaft, weil dieses Team mit gleich hoher Wahrscheinlichkeit gewinnt wie das mit der vermeintlichen Hot Hand. Tritt der Fall des Gewinns ein, so muss die Wettauszahlung nicht mit anderen Wettteilnehmern geteilt werden. Gewinnt hingegen das Team mit der vermeintlichen Hot Hand, muss die Auszahlung unter den Wettteilnehmern aufgeteilt werden. Der erwartete Gewinn ist also höher, wenn in das Team investiert wird, dem die Hot Hand nicht nachgesagt wird.

## Das Hot-Hand-Phänomen und das Gambler’s-Fallacy-Phänomen
Wie das Hot-Hand-Phänomen beschreibt das Gambler’s-Fallacy-Phänomen die Fehlannahme, dass Ereignisse vorhersehbar werden. Diese Einschätzung basiert auf einem in Folge aufgetretenen Ereignis. Anders als in dem Hot-Hand-Phänomen wird nach einer solchen Folge nicht das gleiche Ereignis mit höherer Wahrscheinlichkeit erwartet (positive Erwartungshaltung), sondern das Gegenereignis (negative Erwartungshaltung).
Beide Phänomene werden auf mathematische Fehlschlüsse zurückgeführt: Das Gesetz der großen Zahlen wird fälschlicherweise auf kleine Beobachtungssequenzen übertragen.
Unter welchen Umständen die Gambler’s Fallacy oder die Hot Hand angenommen wird, erklärt einerseits die Erwartungshaltung gegenüber menschlicher beziehungsweise statischer Leistung, andererseits der Motivationsmechanismus.

### Menschliche und statische Leistung
Der Unterschied in den Erwartungshaltungen in dem Hot-Hand- und Gambler’s-Fallacy-Phänomen wird darin begründet, dass menschlichen Leistungen eine geringere Zufälligkeit zugeschrieben wird als statischen. Den Ergebnissen im Sport wird eine positive Erwartungshaltung entgegengebracht, da sie Resultat menschlicher Leistung sind. In Glücksspielen wird nicht geglaubt, dass Ergebnisse „hot“ werden können; das führt zu einer negativen Erwartungshaltung. In beiden Fällen liegt der Fehler darin, dass die zufällige Wahrscheinlichkeitsverteilung nicht erkannt wird.

### Motivationsmechanismus
Ereignisse, die sich positiv oder hilfreich auf ein angestrebtes Ziel auswirken, werden mit einer höheren Wahrscheinlichkeit vorhergesehen, beziehungsweise motiviert. Wirken sie sich negativ auf ein Ziel aus, werden sie mit niedrigerer Wahrscheinlichkeit erwartet.
- Im Sport tragen Treffer einer Mannschaft zum Erfolg bei und werden gemäß dem Hot-Hand-Phänomen motiviert.
- Im Roulettespiel wird beim Setzen auf Farben nach häufigem Auftreten einer Farbe die Gegenfarbe motiviert, wenn auf diese gemäß der Gambler’s Fallacy gesetzt wurde.

Der Motivationsmechnismus wird sowohl auf das Hot-Hand-Phänomen, als auch das Gambler’s-Fallacy-Phänomen angewendet. Um einen Preis zu gewinnen, müssen insgesamt 12 von 20 Münzwürfen „Kopf“ zeigen. Nach jedem Wurf wird das nächste Ergebnis vorausgesagt.
Nach dem Ereignis „Kopf“ wird erneut „Kopf“ vorhergesehen (motiviert). Die Entscheidungsbasis ist das Hot-Hand-Phänomen, laut dem mehrfach in Folge aufgetretene Ereignisse mit höherer Wahrscheinlichkeit erwartet werden. Wenn das ungewollte Ereignis, also „Zahl“, eintritt, wird gemäß dem Gambler’s-Fallacy-Phänomen ebenfalls „Kopf“ prognostiziert. In diesem Fall wird das Gegenereignis motiviert.

## Erklärungsansätze für das Hot-Hand-Phänomen
Die Annahme der Hot Hand basiert auf psychologischen Verzerrungen, die auf der Repräsentativitätsheuristik, der Verfügbarkeitsheuristik und der Ankerheuristik beruhen. Gleichzeitig führt das fehlende Vermögen statistische Eigenschaften einzuschätzen zur Annahme einer Hot Hand. Dies zeigt sich in der fälschlichen Übertragung des Gesetzes der großen Zahlen auf kleine Sequenzen.

### Mathematische Fehlschlüsse
Das Gesetz der großen Zahlen besagt, dass sich mit steigender Anzahl beobachteter Ereignisse die Differenz zwischen der relativen Häufigkeit und dem theoretischen Erwartungswert verringert.
Der Erwartungswert wird durch theoretische Überlegungen gebildet und ist die Entscheidungsgrundlage zur Identifizierung der Hot Hand. Wenn ein Ereignis verglichen zum theoretischen Erwartungswert überdurchschnittlich häufig auftritt schließt man auf die Hot Hand. Hier wird das Gesetz der großen Zahlen falsch angewendet: Der theoretische Erwartungswert wird als relative Häufigkeit angesehen, obwohl diese Annahme nur auf große Sequenzen zutrifft. Abweichungen zu dieser Überlegung werden als Anomalie eingeschätzt und durch das Auftreten einer Hot Hand erklärt.
- Das faire Münzwurfspiel ist ein Beispiel für ein zufälliges, binäres Spiel, dessen Ereignisse „Kopf“ („K“) oder „Zahl“ („Z“) mit einer Wahrscheinlichkeit von 0,5 auftreten. Dies entspricht dem theoretischen Erwartungswert. Wird eine kurze Sequenz mit den Ereignissen „K-K-K-K-Z“ realisiert, tritt „K“ im Vergleich zu dem theoretischen Erwartungswert 0,5 überdurchschnittlich oft auf. Die Abweichung wird auf eine Hot Hand zurückgeführt. Eine gleiche Verteilung von „K“ und „Z“ wird erwartet, obwohl sich diese laut dem Gesetz der großen Zahlen erst in sehr großen Sequenzen zeigt.[7]

Zudem denken Menschen häufig in bedingten Wahrscheinlichkeiten und betrachten Ereigniswahrscheinlichkeiten nicht abstrahiert voneinander. Der theoretische Erwartungswert wird auf das vorangegangene Ereignis bedingt, wodurch der Grundgesamtheit falsche Wahrscheinlichkeitsverteilungen zugeschrieben werden. Das nächste Ereignis wird folglich mit einer falschen Wahrscheinlichkeit erwartet.
- Wiederum wird das Münzwurfspiel betrachtet. Für das zehnmalige Auftreten von „Kopf“ wird fälschlicherweise die bedingte Wahrscheinlichkeit berechnet:

{\displaystyle 0{,}5^{10}={\frac {1}{1024}}}
Die tatsächlich anzunehmende Wahrscheinlichkeit dafür ist aber unabhängig von den vorangegangenen Ergebnissen und beträgt:
{\displaystyle 1^{9}\cdot 0{,}5^{1}=0{,}5}
Das Ereignis „Kopf“ wurde bereits neun Mal mit der Wahrscheinlichkeit 1 realisiert, bei dem zehnten Mal tritt es mit der Wahrscheinlichkeit von 0,5 ein.
Je größer die Sequenz des Münzwurfspiels wird, desto deutlicher wird das Gesetz der großen Zahlen: Der Unterschied der relativen Häufigkeit zu dem Erwartungswert verringert sich.

### Heuristiken
Häufig werden mathematische Regelprozesse nicht erkannt, weshalb psychologische Heuristiken benutzt werden. Das sind Urteilsrichtlinien, die im gleichen Schema in verschiedenen Entscheidungssituationen unter Zeit- und Informationsmangel angewendet werden. Wurde einmal die Hot Hand angenommen, festigen Heuristiken in schnellen und frugalen Entscheidungen die systematische Verzerrung der Realität.
- Die Verfügbarkeitsheuristik zeigt, dass die Persistenz der Annahme einer Hot Hand auf der kognitiven Verzerrung der Erinnerungen basiert. Je leichter ein Ereignis aus dem Gedächtnis hervorgerufen werden kann, desto höher liegt in ähnlichen Situationen die Erwartungshaltung gegenüber dem Auftreten des Ereignisses. Im Sport behalten Fans Erfolge der Sportmannschaft beständiger in Erinnerung als Misserfolge. Diese Ereignisse sind also leichter abrufbar und werden in ähnlichen Spielsituationen mit höherer Wahrscheinlichkeit erwartet.

- Durch die Repräsentativitätsheuristik wird angenommen, dass zwei Ereignisse dann zusammengehören, wenn ihre Merkmale ähnlich sind. Sobald einmal eine Hot Hand angenommen wurde, werden ähnliche Ereignisse mit der Hot Hand in Verbindung gebracht.

- Durch die Ankerheuristik beeinflusst eine anfängliche Einschätzung die endgültige Entscheidung. Diese Einschätzung bildet den „Anker“ der Urteilsbildung, in dessen Richtung man endgültig entscheidet. Bildet der Glaube an die Existenz der Hot Hand den „Anker“, dann wird das wiederholte Auftreten des gleichen Ereignisses als Hot Hand eingeschätzt.

Bei älteren Menschen zeigt sich der Glaube an die Hot Hand stärker als bei jüngeren. Durch die zunehmende Lebenserfahrung werden vermehrt Situationen als Folge von Heuristiken auf eine Hot Hand zurückgeführt. Die überwiegende Erinnerung an positive Erfahrungen der Hot Hand festigt den Glauben an sie, der durch Emotionen weiter verstärkt wird. Die Heuristiken bestätigen die Existenz der Hot Hand und führen zu der wiederholten Anwendung. Abnehmende kognitive Leistungsfähigkeit ist ein entscheidender Faktor dafür, dass Verzerrungen als Realität angesehen werden.

## Gründe für die Existenz der Hot Hand
Die am meisten zitierten Experimente kontrollieren die Störfaktoren nicht vollständig, weshalb Ergebnisse nicht direkt auf untersuchte Variablen zurückgeführt werden können. Die interne Validität ist entsprechend gering. Unter unkontrollierten Umständen kann keine Korrelation zwischen vorhergehender Trefferquote und erwarteter Wahrscheinlichkeit eines nächsten Treffers erkannt werden. Zum Beispiel wird die Selektion von Würfen, strategisches Handeln oder die Zeitdauer zwischen den Würfen nicht kontrolliert. Gleichzeitig sind unkontrollierbare Einflüsse wie zum Beispiel psychologische Zustände, angeborene Vorteile sowie Lernfähigkeit wichtige Faktoren.
Etwa im Sport führen unkontrollierte Störfaktoren zu der Verschleierung einer Hot Hand. Störfaktoren wie die bessere Deckung durch die Gegner nach einem Erfolg vermindern die zusätzliche Leistung durch die Hot Hand. Auch wenn sie existiert kann die Hot Hand nicht nachgewiesen werden. Nur unter vollständiger Kontrolle aller Störfaktoren kann in Studien auf die Nichtexistenz einer Hot Hand geschlossen werden.
- Nachweis für die Existenz der Hot Hand: Durch gleiche Voraussetzungen bei der Weltmeisterschaft im Hufeisenwurf 2000 und 2001 wurden Daten akquiriert, die Störfaktoren stärker kontrollieren. Gleiche Voraussetzungen für jeden Spieler wie identische Wurfdistanzen, regulierte zeitliche Intervalle zwischen den Würfen und keine Möglichkeit zu strategischem Handeln führen zu einer kontrollierten Datenmenge. Verglichen zu den Ergebnissen nach einer Reihe von Misserfolgen erreichten Spieler mehr Erfolge, wenn sie bereits mehrfach hintereinander positive Ergebnisse erzielt haben.[6]

Auch bei Untersuchungen im Bowling und im Volleyball konnten Indizien für die Existenz einer Hot Hand gesammelt werden. In beiden Studien wird sie mit der Kontrolle von Störfaktoren begründet.